# Simon Gronowski

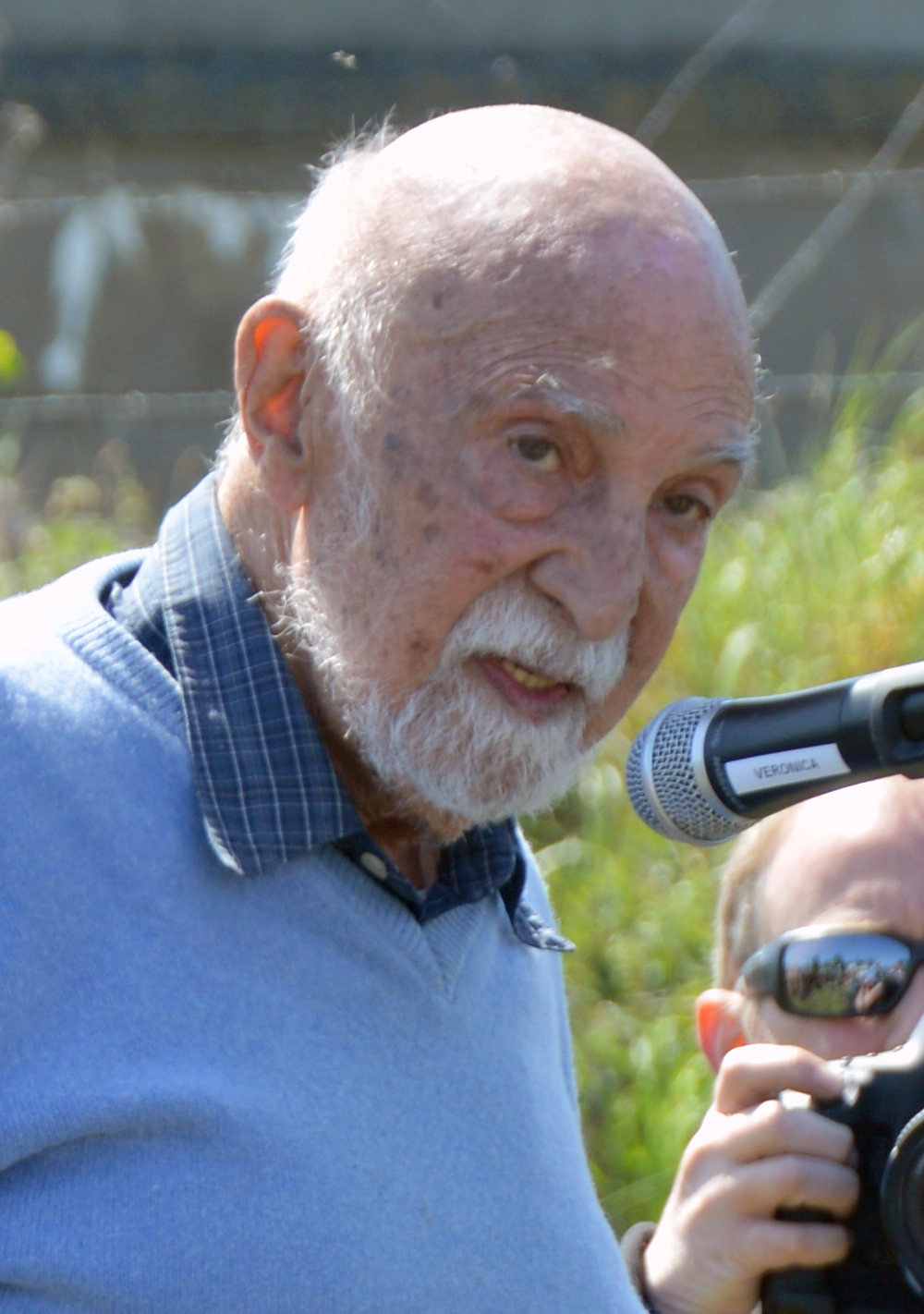
Simon Gronowski, 2022

Simon Gronowski (n. 12 decembrie 1931 la Bruxelles) este un jurist belgian de etnie ebraică, doctor în drept și avocat în baroul de Bruxelles.
Deține funcția de președinte al Uniunii deportaților evrei din Belgia.
În timpul liber este pianist de jazz.
La vârsta de 11 ani a evadat dintr-un din "trenurile morții" și astfel a supraviețuit holocaustului.
Abia peste 60 de ani a relatat drama pe care a trăit-o, în cartea Simon, L'enfant du 20e convoi ("Simon, copilul din convoiul al XX-lea").